# Gerardo Grenier
Gerardo Grenier (francés: Geraud/Gérard Grenier, fallecido entre 1165 y 1171) fue el hijo mayor de Eustaquio Grenier y Emelota de Chocques. Sucedió a su padre como Señor de Sidón, mientras que su hermano Gutierre heredó el señorío de Cesarea. Después de la muerte de su padre, su madre Emelota contrajo matrimonio con Hugo II de Jaffa, primo de la reina Melisenda de Jerusalén, cuya relación con la reina fue siempre "sospechosamente familiar".
Por razones desconocidas, Guillermo de Tiro se refiere a él como Eustaquio II Grenier. Le menciona en 1124, 1126 y 1154. Sin embargo aparece como Gerardo en diversos actos del reino fechados entre 1147 y 1165. Algunos historiadores han llegado a sugerir que Eustaquío podría haber tenido más de dos hijos. Su última mención es en una carta del 15 de marzo de 1165, pero su hijo no es nombrado como nuevo Señor de Sidón hasta el 4 de febrero de 1171. No hay registros sobre quién gobernaba en Sidón durante estos años, durante los cuales Gerardo debe de haber muerto. Parece imposible que Eustaquio II y Gerardo fueran dos señores de Sidón consecutivos.
Gerardo tuvo una disputa con uno de sus vasallos sobre un feudo y cuando trató de recuperarlo, Amalarico I de Jerusalén intervino a favor del vasallo.
En 1153, durante el Asedio de Ascalón, lideró una flota de veinte galeras cristianas encargada de bloquear la ciudad por mar. El bloqueo fue roto por la flota egipcia gracias a su superioridad numérica.
Gerardo a menudo realizó campañas de piratería en el mar, encabezando varias expediciones tanto en contra de los musulmanes como en contra de los cristianos.
Se casó con Inés de Bures, hermana de Guillermo II de Bures, Príncipe de Galilea. Tuvieron dos hijos:
- Reinaldo (1133-1202), que le sucedió como Señor de Sidón, y del que se escribió en los Lignages d'Outremer que era "extremadamente feo pero muy inteligente". Se casó primero con Inés de Courtenay, y después con Helvis de Ibelín, hija de Balián de Ibelín.
- Gautier (llamado Eustaquio en los Lignages d'Outremer), (nacido en 1137), descrito como "no para todos inteligente, y bien parecido".